# Olympische Sommerspiele 1992/Kanu – Zweier-Kajak 500 m (Frauen)
Die Wettkämpfe im Zweier-Kajak über 500 Meter bei den Olympischen Sommerspielen 1992 wurden vom 3. bis 7. August 1992 im spanischen Küstenort Castelldefels ausgetragen. 
Olympiasiegerinnen wurden die Weltmeisterinnen Ramona Portwich und Anke von Seck.

## Ergebnisse

### Vorläufe
Die Vorläufe dienten nur dafür, die Setzlisten für die Halbfinalläufe zu erstellen.

#### Vorlauf 1
| Rang | Athletinnen                       | Nation      | Zeit        |
| ---- | --------------------------------- | ----------- | ----------- |
| 1    | Ramona Portwich Anke von Seck     | Deutschland | 1:41,82 min |
| 2    | Rita Kőbán Éva Dónusz             | Ungarn      | 1:42,54 min |
| 3    | Sanda Toma Carmen Simion          | Rumänien    | 1:44,26 min |
| 4    | Anna Wood Kerri Randle            | Australien  | 1:44,76 min |
| 5    | Jeanette Knudsen Yvonne Knudsen   | Dänemark    | 1:45,82 min |
| 6    | Belén Sánchez Joaquina Costa      | Spanien     | 1:46,64 min |
| 7    | Hege Brannsten Ingeborg Rasmussen | Norwegen    | 1:49,58 min |

#### Vorlauf 2
| Rang | Athletinnen                         | Nation              | Zeit        |
| ---- | ----------------------------------- | ------------------- | ----------- |
| 1    | Agneta Andersson Susanne Gunnarsson | Schweden            | 1:42,23 min |
| 2    | Zhao Xiaoli Ning Menghua            | Volksrepublik China | 1:43,07 min |
| 3    | Pavlína Jobánková Jitka Janáčková   | Tschechoslowakei    | 1:47,66 min |
| 4    | Miyuki Kobayashi Keiko Muto         | Japan               | 1:48,40 min |
| 5    | Bonka Pindschewa Marija Kitschukowa | Bulgarien           | 1:50,04 min |

#### Vorlauf 3
| Rang | Athletinnen                         | Nation             | Zeit        |
| ---- | ----------------------------------- | ------------------ | ----------- |
| 1    | Alison Herst Klara MacAskill        | Kanada             | 1:43,73 min |
| 2    | Izabela Dylewska Elżbieta Urbańczyk | Polen              | 1:45,19 min |
| 3    | Sabine Götschy Bernadette Brégeon   | Frankreich         | 1:47,66 min |
| 4    | Irina Samoilowa Galina Sawenko      | Vereintes Team     | 1:46,06 min |
| 5    | Lesley Carstens Dene Simpson        | Südafrika          | 1:52,02 min |
| 6    | Cathy Marino Traci Phillips         | Vereinigte Staaten | 1:53,52 min |

### Halbfinalläufe
Die ersten vier Boote des jeweiligen Halbfinals und der zeitbessere Fünfte erreichten das Finale.

#### Halbfinale 1
| Rang | Athletinnen                       | Nation              | Zeit        |
| ---- | --------------------------------- | ------------------- | ----------- |
| 1    | Ramona Portwich Anke von Seck     | Deutschland         | 1:40,50 min |
| 2    | Alison Herst Klara MacAskill      | Kanada              | 1:42,30 min |
| 3    | Sanda Toma Carmen Simion          | Rumänien            | 1:42,35 min |
| 4    | Zhao Xiaoli Ning Menghua          | Volksrepublik China | 1:42,86 min |
| 5    | Jeanette Knudsen Yvonne Knudsen   | Dänemark            | 1:43,58 min |
| 6    | Sabine Götschy Bernadette Brégeon | Frankreich          | 1:43,61 min |
| 7    | Anna Wood Kerri Randle            | Australien          | 1:44,05 min |
| 8    | Irina Samoilowa Galina Sawenko    | Vereintes Team      | 1:45,20 min |
| 9    | Miyuki Kobayashi Keiko Muto       | Japan               | 1:46,38 min |

#### Halbfinale 2
| Rang | Athletinnen                         | Nation             | Zeit        |
| ---- | ----------------------------------- | ------------------ | ----------- |
| 1    | Rita Kőbán Éva Dónusz               | Ungarn             | 1:40,63 min |
| 2    | Agneta Andersson Susanne Gunnarsson | Schweden           | 1:41,08 min |
| 3    | Izabela Dylewska Elżbieta Urbańczyk | Polen              | 1:43,50 min |
| 4    | Belén Sánchez Joaquina Costa        | Spanien            | 1:53,37 min |
| 5    | Cathy Marino Traci Phillips         | Vereinigte Staaten | 1:45,50 min |
| 6    | Pavlína Jobánková Jitka Janáčková   | Tschechoslowakei   | 1:45,95 min |
| 7    | Hege Brannsten Ingeborg Rasmussen   | Norwegen           | 1:47,48 min |
| 8    | Bonka Pindschewa Marija Kitschukowa | Bulgarien          | 1:50,28 min |
| 9    | Lesley Carstens Dene Simpson        | Südafrika          | 1:54,80 min |

### Finale
| Rang | Athletinnen                         | Nation              | Zeit        |
| ---- | ----------------------------------- | ------------------- | ----------- |
| 1    | Ramona Portwich Anke von Seck       | Deutschland         | 1:40,29 min |
| 2    | Agneta Andersson Susanne Gunnarsson | Schweden            | 1:40,41 min |
| 3    | Rita Kőbán Éva Dónusz               | Ungarn              | 1:40,81 min |
| 4    | Sanda Toma Carmen Simion            | Rumänien            | 1:42,12 min |
| 5    | Alison Herst Klara MacAskill        | Kanada              | 1:42,14 min |
| 6    | Izabela Dylewska Elżbieta Urbańczyk | Polen               | 1:42,44 min |
| 7    | Zhao Xiaoli Ning Menghua            | Volksrepublik China | 1:42,46 min |
| 8    | Jeanette Knudsen Yvonne Knudsen     | Dänemark            | 1:43,98 min |
| 9    | Belén Sánchez Joaquina Costa        | Spanien             | 1:44,96 min |